# نیمراد پینگ
نیمراد پینگ (انگلیسی: Nimrod Ping؛ ۱۹ سپتامبر ۱۹۴۷ – ۳ ژوئیه ۲۰۰۶) معمار، سیاستمدار، فعال حقوق همجنسگرایان بود.